# Seneffe
Seneffe ist eine belgische Gemeinde in der Provinz Hennegau.
Die Gemeinde besteht neben dem Hauptort Seneffe, aus Arquennes, Familleureux, Feluy und Petit-Roeulx-lez-Nivelles.

## Geschichte
Während des Holländischen Krieges, am 11. August 1674, fand im Raum um Seneffe die Schlacht von Seneffe statt. Eine französische Armee unter dem Prinzen von Condé und eine alliierte Armee aus Spaniern, Niederländern und Truppen des Kaisers Leopold I. unter dem Oberkommando von Wilhelm von Oranien kämpften gegeneinander. Die verlustreiche Schlacht endete unentschieden, beide Seiten reklamierten den Sieg für sich.
Das Schloss Seneffe war während der deutschen Besatzung Belgiens im Zweiten Weltkrieg der Wochenendsitz des deutschen Militärbefehlshabers in Belgien und Nordfrankreich Alexander von Falkenhausen.

## Kultur und Sehenswürdigkeiten
In der Stadt und den Stadtteilen befinden sich viele Burgen, Schlösser und befestigte Bauernhöfe.
- Le Château de Seneffe, erbaut zwischen 1763 und 1768 in Seneffe – Museum
- Le Château Scrawelle etwas nördlich von Seneffe, wurde erbaut im Maurischen Stil und befindet sich in einem Park mit exotischen Bäumen und Pflanzen – Museum
- Le Château de Miremont erbaut im 19. Jahrhundert im Stil der Renaissance steht es etwas außerhalb von Feluy – privat
- Le Château de Feluy erbaut im 14. Jahrhundert als Wasserburg, im 17. Jahrhundert zu einem prächtigen Wasserschloss umgebaut. Es steht im Ortskern von Feluy – privat und für Veranstaltungen genutzt.
- Le Château Trichon steht in Feluy – privat
- Le Château Searon ist ein ehemaliges Kloster der Trappisten und befindet sich in Feluy – privat
- Château de la Rocq entstand 1390 aus einer Wasserburg und wurde im 17. Jahrhundert zu einem Wasserschloss umgebaut. Es steht im Ortsteil Arquennes. – privat, kann aber für Veranstaltungen angemietet werden.
- Le château de Familleureux schon im 15. Jahrhundert stand hier eine Burg, das Schloss der Familie Familleureux steht im Ortsteil mit dem gleichen Namen.

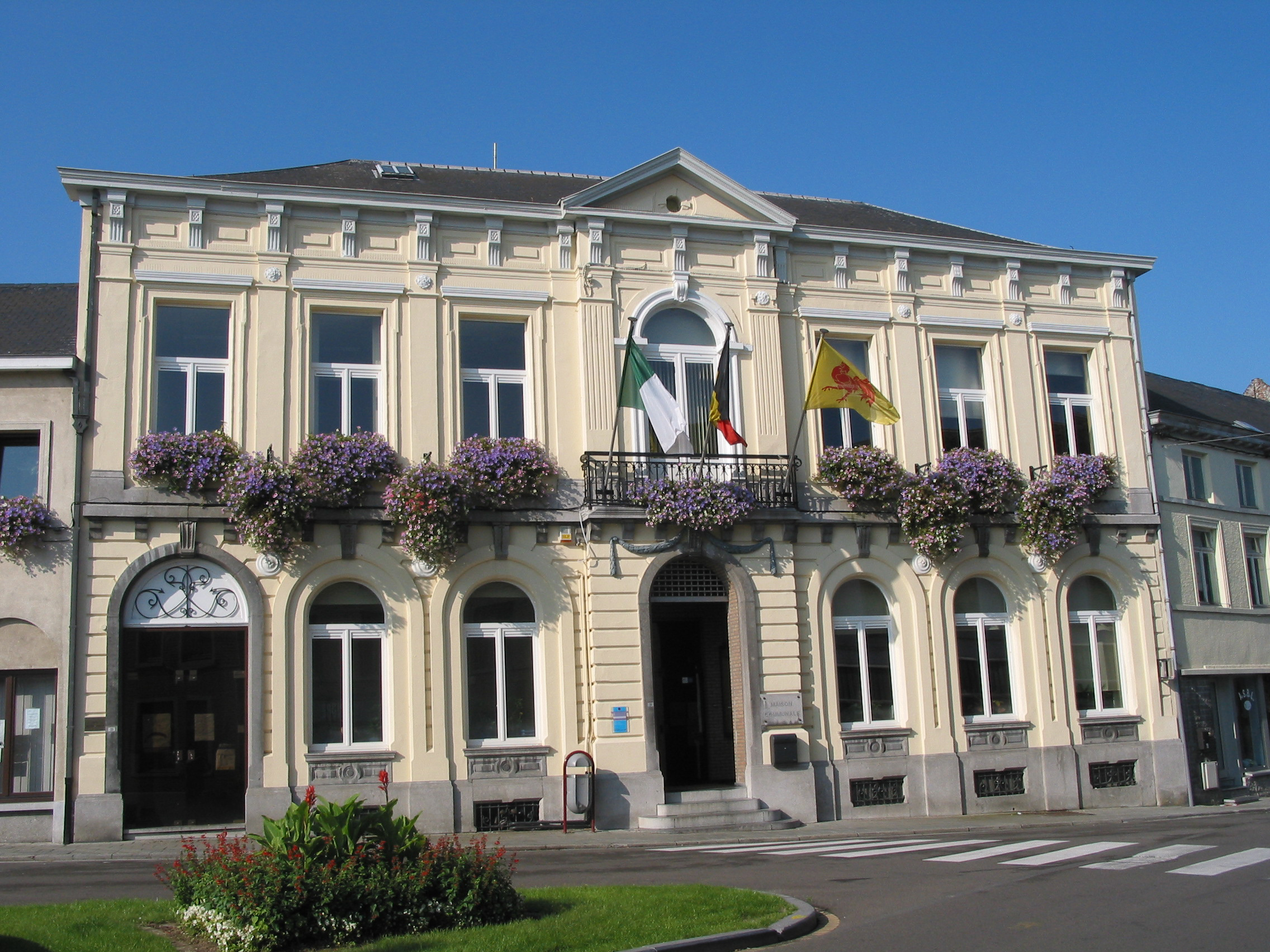
Rathaus Seneffe
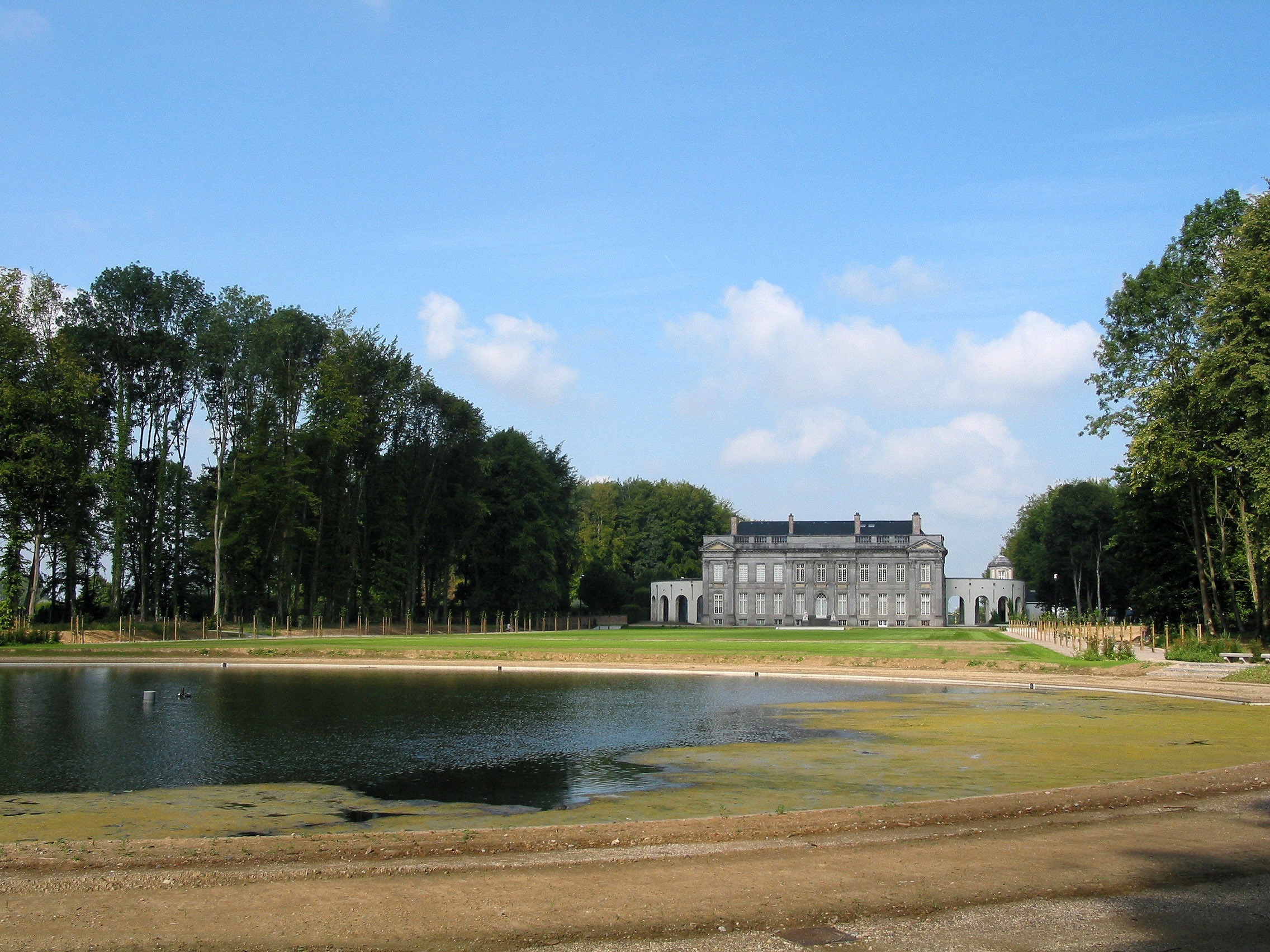
Schloss Seneffe
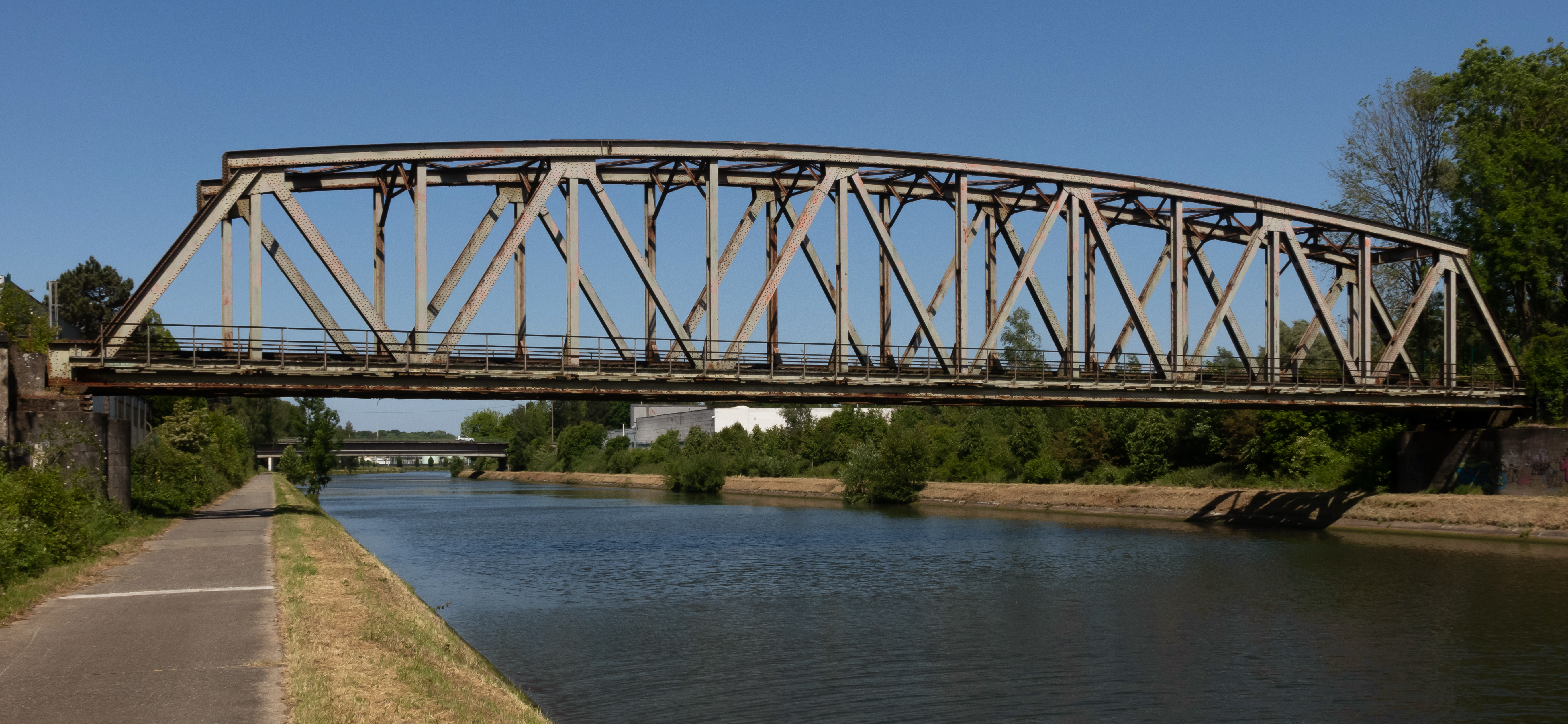
Frühere Eisenbahnbrücke in Manage

## Persönlichkeiten
- Jean-François Tiby, Geiger, geboren am 25. April 1772
- Philippe Busquin, Politiker, geboren am 6. Januar 1941